# Bellavista (sommet)
Pour les articles homonymes, voir Bellavista.
Le Bellavista (« belle vue » en italien) est un sommet des Alpes, à 3 920 ou 3 922 m, dans la chaîne de la Bernina, à cheval entre l'Italie (Lombardie) et la Suisse (canton des Grisons). Sa voie d'accès peut se faire par le refuge Diavolezza, par les refuges Marco et Rosa ou par le refuge Marinelli Bombardieri. La crête glaciaire est composée de quatre petits sommets dont celui le plus à l'est est le plus élevé.

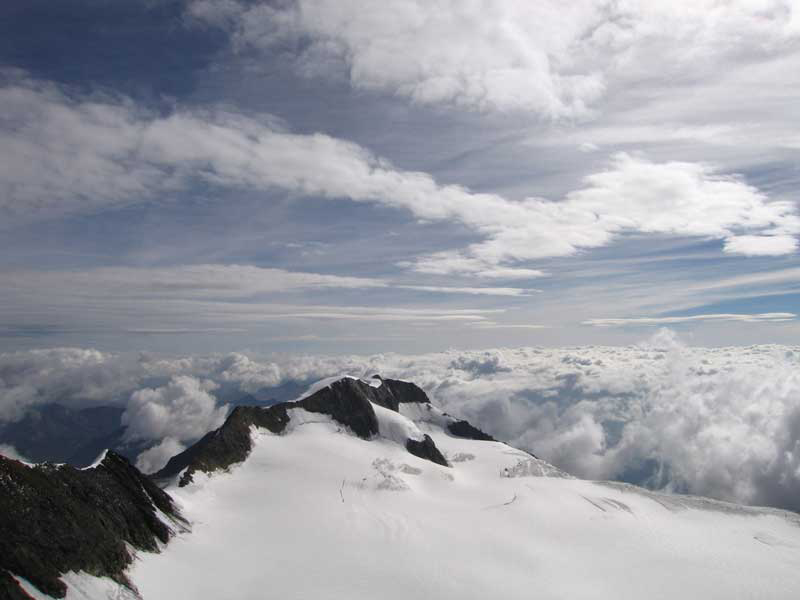
Bellavista depuis le piz Zupò.

Le glacier Morteratsch commence au nord de Bellavista.